# グーグル八分
グーグル八分（グーグルはちぶ）とは、グーグルの基準に該当するウェブサイトが、Googleのデータベースから除かれ、Google検索しても内容が表示されない状態になることである。Googleの検閲行為とも言われる。英語では「Censorship by Google」あるいは「Google Censorship」と呼ばれる。

## 概要
グーグル八分とは、インターネットの検索エンジンサービス提供会社Googleが、提供する検索サービスの検索結果として表示されるはずのサイトの一覧から特定のサイトを取り除き、利用者が検索サービスを利用する際にそれらのサイトを表示しないようにすることである。村八分の言い方の転用である。
Googleは検索情報として提供される情報自体はGoogleが主体的に決定できるものであり、Googleが任意にそのようなことをする権限を持つとしている。
Googleによれば、「Google の方針として、検索結果に対する検閲は行われていません。しかしながら、各国の法律、条例、政策の求めに応じ、これを行うことがあります。」、とあり、具体的には「犯罪にからむサイト」、「SPAM的な手法によって検索順位を向上させるサイト」「個人や法人から『このサイトは自分の権利を侵害している』というクレームがあったサイト」について検索結果に表示されないよう情報を削除することがあると、インタビューで語っている。
また、このようなケースで情報の削除を行った場合については削除した事実は米国の第三者機関に提示し、該当する検索結果のページに告知するとしているが、2005年3月以前に削除された検索結果については、告知されない場合もあるとしている。
削除について、Googleは「法務部が判断し，要求が正当と考えられる場合削除する。」としている。しかしながら、インターネットの利用に際しては検索エンジンを利用することが多く、また、検索エンジンサービスは事実上寡占状態であるため、一企業の内部的な決定で検索結果が恣意的に変更されることについては異論も多い。なお、日本においてはGoogle以上の利用者がいるとされる（2006年3月中のネットレイティングスによる調査より） Yahooにおいても同様のことについては、Yahoo!八分（ヤフー八分）と称されることがある（後述）。一般にこうした検索サイト運営会社が意図的に検索サービスの検索結果から特定のサイトを取り除くことをグーグル八分と呼ぶこともある。
また、類義語として図書や映像メディアにおけるAmazon八分、日本の特定SNSを対象としたmixi八分等の呼称もあるが、何れもWebサイトの検索エンジンに関係することではなくこうした事柄をグーグル八分とは呼ばない。

## グーグル八分と検索エンジン・ナショナリズム
グーグル八分のような、外国の私企業による情報の制限について危機感を持つ人々もいる。
日本においては2007年10月にCEATEC会場で、経済産業省の研究会から生まれた産学連携プロジェクト「情報大航海プロジェクト」のブースにおいて、Googleの検索結果から特定のWebサイトが表示されなくなる「Google八分」を紹介するビデオが繰り返し流され、「検索結果が海外の特定企業に決められることがどれだけ怖いか分かるだろうか」と訴えた。
同プロジェクトでは50億円をかけて日本発の次世代検索技術を研究・開発し、Googleなど米国企業に独占されている状況を打開したいという。
同様にフランスにおいては同様のプロジェクト「Quaero」（クエロ）が進められている。

## グーグル八分、およびGoogleでWebページが表示されない例

### 権利侵害サイトであると抗議を受けてのグーグル八分
日本においては悪徳商法と具体的事例についての周知を目的としたWebページ「悪徳商法?マニアックス」の書き込みが、2004年1月にGoogleの検索結果から削除されたことによって大きく知られるようになった。ある企業が米Google本社に検索結果から削除することを依頼したためとされている。
当初、この問題でグーグル八分されているページは3ページ程度であったが、平和神軍観察会事件に関連した記述が悪徳商法?マニアックスに上げられ、グロービート・ジャパンと右翼系宗教団体「日本平和神軍」や「イオンド大学」に一体性があるとの記述がなされたことに対して、グロービート・ジャパンに関するページが、ことごとくグーグル八分され、現在は30ページ以上に上っているとされる。特定の話題がGoogle上から消されるということであり、本来の意味でのグーグル八分に近い唯一の例である。

### アダルトサイト
Googleの検索ではデフォルトでアダルトサイトの表示を抑制する『フィルタリング』（Google側では「セーフサーチ」と呼称している）を働かせている。このためフィルタリングが施されていない検索結果と通常表示される検索結果には差異があり、デフォルトの設定では表示されないサイトも少なくない。検索語句にもよるが、特にGoogle画像検索で顕著な差がみられる。ただしこの機能はユーザーが任意でフィルタリングを解除することが可能であるため、グーグル八分とは別物と考えて差し支えない。
このフィルターを解除するには米国版Googleに表示言語を英語に設定してアクセスした後、設定画面からチェックボックスを操作するという複雑な手順を踏む必要があったが、2008年4月2日から日本語版Googleにおいてもセーフサーチの任意設定が可能になった。

### ページランクの変更
Googleの検索順位を決定しているページランクと呼ばれる数値の計算アルゴリズムは定期的に変更され、「グーグルダンス」と呼ばれる。このため検索エンジン最適化等の手法によって上位に掲載されていたサイトが、ある時に大きく順位を落とすことがある。ページランクの変化により事実上上位ページに掲載されなくなったページについてそのページの主催者等からグーグル八分されたといわれることがある。
これは特定のサイトが順位を下げられるということではないため、一般的にはグーグル八分とは考えられない。

### 検索エンジンスパムに対するグーグル八分
検索エンジンスパムに対するグーグル八分は、何もポルノサイト等の違法サイトばかりでなく、企業サイトに対しても行われる。海外においてはドイツBMW社が検索エンジンスパムとみなされる技術を用いたとしてグーグル八分を受けた。
また、Googleやその社員に対する批判などが、将来何らの警告も無く検索結果から削除されてしまうのではないかという懸念もあり、アメリカでは訴訟等も発生している。

### 技術的理由によるページの非表示

#### 主要なページでないと判断されている場合
以前のGoogleの検索結果には「メインインデックス（Main Index）」から適合するページが抽出されており、十分なページが無かった場合は「補足インデックス（Supplemental Index）」から関連するページが表示されていた。この補足インデックスに登録されているページが検索結果に表示された時は、「補足結果（Supplemental）」というラベルが表示されていた。しかし両者のインデックスの差が無くなってきたため、2007年7月31日をもってGoogleは、検索結果画面での「補足結果」ラベルの廃止を発表した。

## グーグル八分が行なわれる基準
Googleによれば「どのページを検索結果に表示しないかという判断基準は、Googleではなく法にある」という。

## グーグル八分発見システム「∞Eyes」
2007年、情報処理推進機構が主催する未踏ソフトウェア創造事業（2007年第2期）にて採択されたプロジェクトの中に、「グーグル八分発見システム」が含まれている。本システムの開発者は「悪徳商法?マニアックス」の管理者であることが明らかにされた。
同ソフトウェアは他のサーチエンジンとGoogleの検索結果を比較し、その差から具体的にどのサイトがグーグル八分を受けていることを発見するシステムであるとされる。

## 他の検索エンジンにおける検閲
Googleと並ぶインターネット検索サービス会社であるYahoo!に対して、グーグル八分ならぬ「Yahoo!八分」という言葉が一部で使われているが、そのような「Yahoo!八分」についてはその実例が確認されていない。MSNもMicrosoftは検閲を実施しないと明言している。
ただし、中国においては、国境なき記者団が主要検索サイトの検閲の実態を2006年6月15日に調査したところ、Google、Yahoo!、MSNはすべて共産党政府に都合の良い検閲を行っていることが明らかになったという。
MSNは自社のブログサービスMSN Spaceのブログコンテンツについて、アメリカ政府からの法律違反を指摘され、かつ法的拘束力があった場合、またはMSNの利用規約に反している場合は、そのブログコンテンツへのアクセスを遮断する方針であることを、2006年1月31日に発表している。ただしアクセス遮断は国ごとの対応であるとされる。また法律違反からアクセスを遮断する場合はユーザへの説明責任を果たすとしている。

### 各社の判断による検閲
MSNの「MSNモバイルサーチ」は2004年11月6日にガイドラインを改定し、インターネットを介して起こる昨今の社会問題に配慮し、検索結果から自殺サイト等7つの分類の反社会的サイトの表示をしないと発表した。

### アダルトサイト
MSNでは、Googleと同様にアダルトサイトへのフィルタリングがなされている。

## 検索エンジンにおける検閲を回避する方法
検索エンジンによる検索結果から特定情報が排除される状態を回避するためには、1つの検索エンジンのみの検索結果に頼ることなく複数の検索エンジンで検索して内容を比較する必要がある。
グーグル八分を発見する∞Eyesを利用したり、複数の検索エンジンの検索結果を表示するメタ検索エンジンを利用して検索結果を比較対照する事である程度回避できるようになる。小規模な範囲の検索なら検索エンジンを自作し、独自の検索データベースを構築する事も可能。インターネット全体を対象にした大規模な検索を行う時にはPeer to Peer通信で分散コンピューティングを行う事で簡便に検索をする事が出来るen:Distributed search engineを利用するen:InfraSearch、Opencola、en:FAROO、en:YaCyなどの検索エンジンがある。

## 関連書籍
- 吉本敏洋 『グーグル八分とは何か』 九天社、2006年、ISBN 978-4861671463
- 佐々木俊尚 『グーグル Google - 既存のビジネスを破壊する』 文藝春秋、2006年、ISBN 4-16-660501-1
- NHK取材班 『グーグル革命の衝撃　検索があなたの人生を変える』 日本放送出版協会、2007年5月、ISBN 978-4-14-081192-4

## 関連映像資料
- ドキュメントDVD 『NHKスペシャル“グーグル革命の衝撃”あなたの人生を検索が変える』 ポニーキャニオン、2007年9月 商品番号PCBE-51502